# Mookie
Mookie  är en fransk film-komedi av Hervé Palud.

## Handling
En talande apa, en skojfrisk munk och en före detta boxare är den udda trion i denna barnfilm. Den franska munken arbetar med fattiga barn i Mexiko när han en dag hittar en sjuklig apa. Han ger apan mat, vatten och hjälper den att tillfriskna. Ett år senare upptäcker han till sin förvåning att inte nog med att apan kan spela basket, den kan också tala. Forskare blir genast intresserade av apan, men broder Benoit vägrar att låta den utsättas för experiment. Broder Benoit anlitar då Antoine, en före detta boxare som är i behov av pengar, att hjälpa honom smuggla tillbaka apan till Mexico City. Det visar sig att Antoine har maffian efter sig för att han vägrat fuska i en boxningsmatch, så nu måste alla tre gömma sig när de flyr landet. I alla prövningar de möter blir den udda trion mycket goda vänner.

## Rollista i urval
- Eric Cantona - Antoine Capella
- Jacques Villeret - Munken Benoit
- Emiliano Suarez - Valdez
- Victor Sanchez Ramirez - Pablo
- Michel Elias - Mookie